# Гармендиа, Хосе Игнасио
Хосе Игнасио Гармендиа Суарес (исп. José Ignacio Garmendia Suárez; 19 марта 1841, Буэнос-Айрес — 11 июня 1925, там же) — аргентинский военачальник, дивизионный генерал, художник, писатель
 и дипломат. Член Национальной академии истории Аргентины.

## Биография

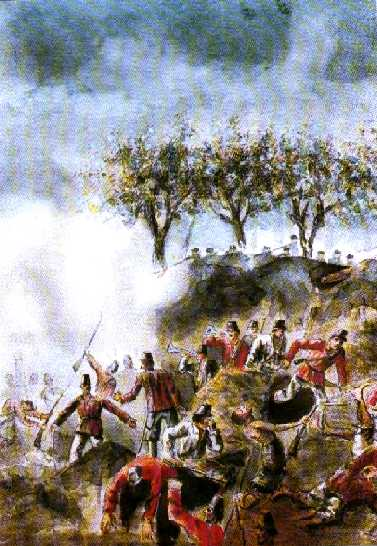
Акагуасские воины в сражении в Чако, акварель

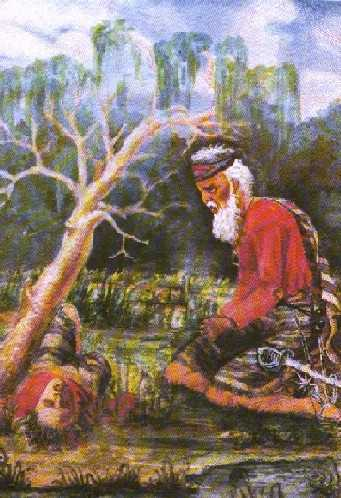
Парагвайский солдат перед телом своего сына.

Сын политика. Подростком вступил на военную службу в 1-й пехотный полк Буэнос-Айреса «Patricios», оборонявший остров Мартин-Гарсия. В звании второго лейтенанта в 1861 году принимал участие в битва при Павоне в составе армии непризнанного государства Буэнос-Айрес, которую возглавлял Бартоломе Митре. Этот факт положительно повлиял на его военную карьеру, в 1864 году Гармендиа был повышен в звании до капитана в дипломатическом представительстве Монтевидео.
До начала Парагвайской войны служил в посольстве в Рио-де-Жанейро. Командовал первым батальоном дивизии Национальной гвардии Буэнос-Айреса.
После окончания войны Гармендия продолжил военную карьеру и был направлен на южную границу для охраны от индейцев Пампы.
По возвращении в Буэнос-Айрес занялся политической деятельностью, был избран депутатом национального парламента. После окончания депутатской каденции вернулся на юг в качестве командующего штаба армии, направленной на завоевание пустыни. В 1875 году возглавил резервные силы армии, расквартированные в муниципалитете 9 Июля.
В 1880 году после федерализации Буэнос-Айреса, уволен из армии. Будучи в отставке, занялся литературным творчеством. Автор мемуаров «Воспоминания о войне в Парагвае».
Он был также автором многих картин, хроник и технических описаний сражений Войны Тройственного Альянса. Оставил большое количество работ по истории и нумизматике, большинство из которых так и не была издана.
В 1882 году был восстановлен в армии и принял участие в нескольких кампаниях.
В 1890 году был назначен директором Национального военного колледжа (Colegio Militar de la Nación). В том же году он принял участие в подавлении Парковой революции, восстания против национального правительства Аргентины, за что получил чин генерала. Служил начальником Генерального штаба и военным министром. В сентябре 1904 года вышел в отставку.